# Dieudonné Smets
Dieudonné Smets, né le 17 août 1901 à Heure-le-Romain et mort le 29 novembre 1981 à Oupeye, est un coureur cycliste belge. Il fut professionnel de 1927 à 1937.

## Palmarès
- 1922
  - 5e étape du Tour de Belgique indépendants
- 1926
  - Liège-Bastogne-Liège
  - Champion de Belgique sur route indépendants
  - 2e du championnat de Belgique de cyclo-cross
- 1934
  - 3e de Bruxelles-Luxembourg-Mondorf